# Ligne 83 du tramway de Bruxelles (1914-1963)
Pour les articles homonymes, voir Ligne 83.
Ne doit pas être confondu avec Ligne 83 du tramway de Bruxelles (2000-2007) ou Ligne 83 du tramway de Bruxelles (2008-2015).
La ligne 83 est une ancienne ligne de tramway du tramway de Bruxelles qui a fonctionné jusqu'au 25 mai 1963.

## Histoire
La ligne est supprimée le 25 mai 1963.